# Amour courtois

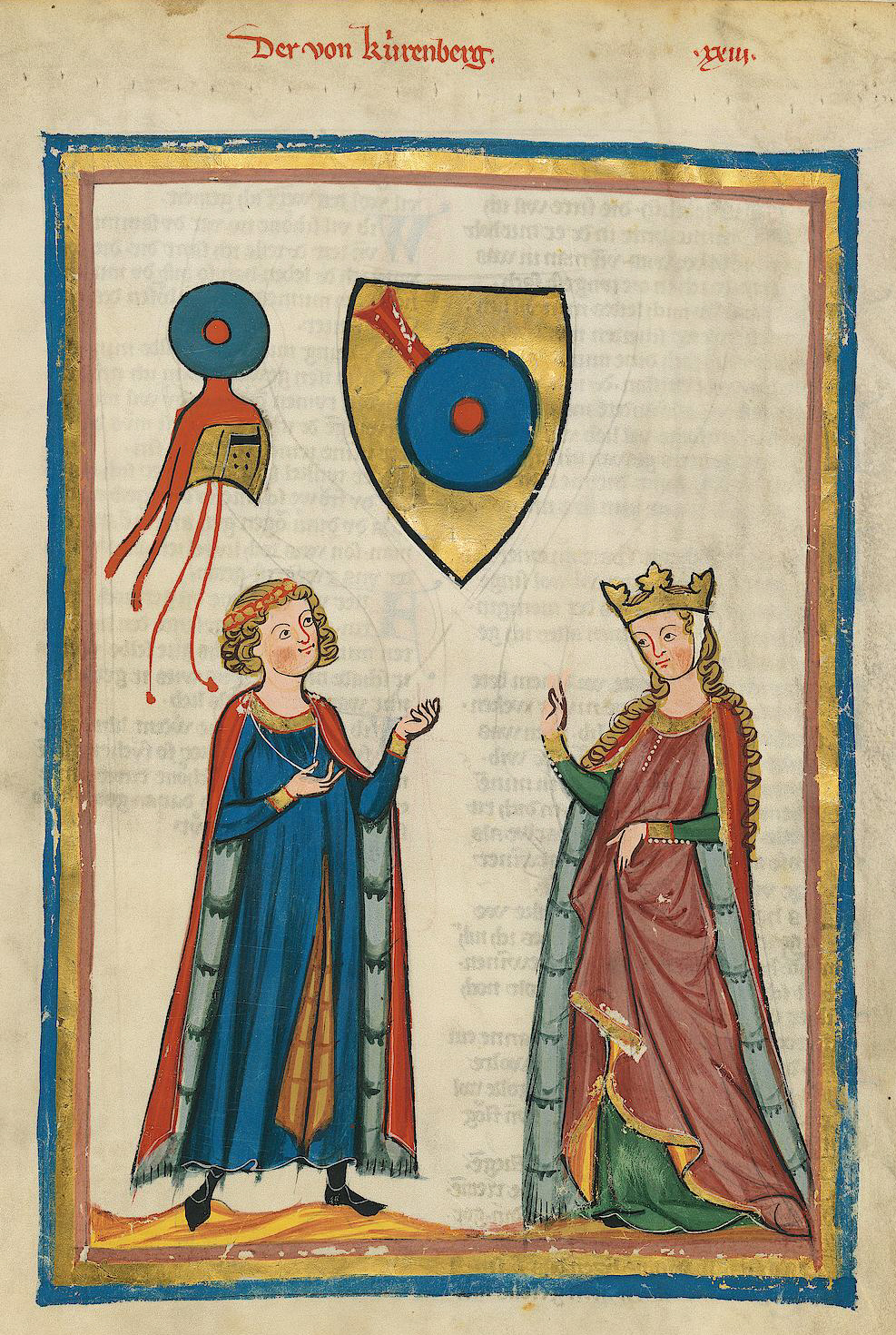
(Codex Manesse)

L'expression amour courtois, ou, selon la formulation occitane, fin'amor, désigne au Moyen Âge la façon pour un chevalier idéal d'aimer une dame de haut rang avec courtoisie, respect et honnêteté, amenant au dépassement de soi, dans une relation où l'objet du désir est a priori inaccessible et où le joï (en français : « joie », « jouissance ») ne peut s'installer dans la durée. L'amour courtois est surtout attesté par une abondante littérature, dont on trouve les premières traces dans les poésies des troubadours des pays d'oc du royaume de France (duché d'Aquitaine, comté de Toulouse, Limousin). 
Les plus anciens textes connus sont ceux de Guillaume IX d'Aquitaine (1071-1126), grand-père de la duchesse Aliénor (1122-1204), reine de France, puis d'Angleterre. Après les troubadours et les trobairitz, l'amour courtois apparait ensuite dans les romans et dans les chansons de toile. 
Chrétien de Troyes a développé cette conception de l'amour dans Lancelot ou le Chevalier de la charrette. Elle a aussi été théorisée (doctrine et règles) par André le Chapelain dans De amore. Le genre littéraire est ensuite étendu à des situations où disparait la condition adultère[pas clair], et prend une place primordiale dans les productions des XIIe et XIIIe siècles. 
Cette conception se propage dans toute l'Europe, dans les littératures allemande (Minnesänger), italienne (Dante fait l'éloge de certains ouvrages), anglaise, castillane et portugaise. Elle marque durablement les productions des poètes des époques suivantes.
Léon Gautier décrit ce qu'est la courtoisie en ces termes : « L'enseignement moral tombait aussi [non pas uniquement des prêtres et du clergé] des lèvres de tous ceux qui entouraient le jeune baron, et il se confondait avec l'enseignement de la politesse, du maintien, des bonnes manières. Un mot résumait toute cette pédagogie élevée, un mot qui est un des plus beaux de notre langue et qui rend le même son que chevalerie et honneur : Courtoisie. »

## Histoire: sa création, son histoire

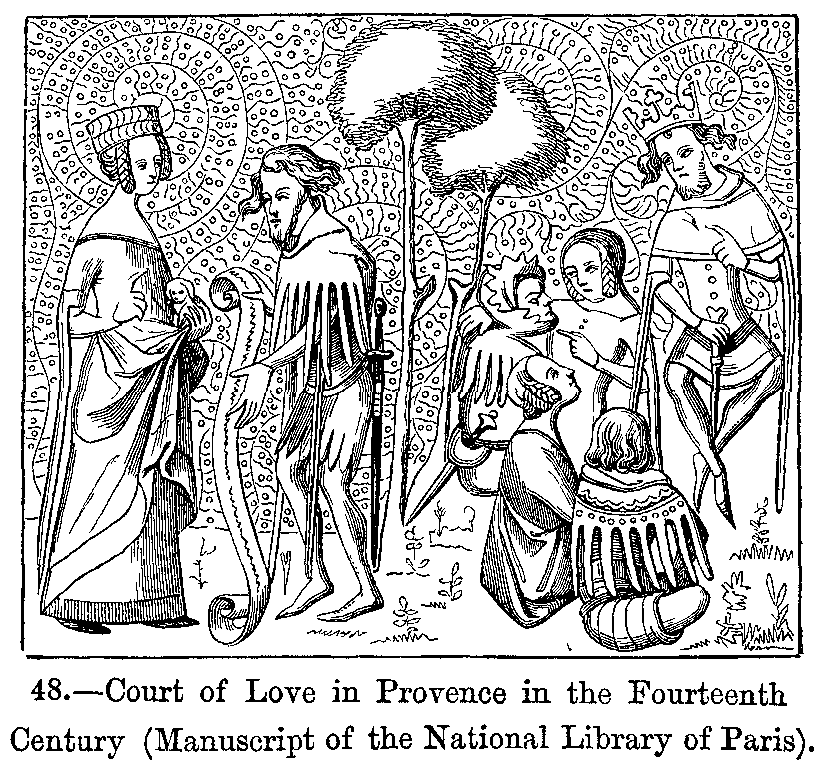
Cour d'amour en Provence, Manuscrit du XIV, Bibliothèque nationale de Paris.

L’expression « amour courtois » a été forgée par Gaston Paris, historien de la poésie médiévale en 1883. À l'origine, l’expression médiévale occitane est fin’amor. Dans l'étude de Gaston Paris, le terme courtois s’y trouve justifié par l’importance d’une étiquette rigoureuse dans les relations sociales et amoureuses, ainsi que par la citation d’une chanson de Chrétien de Troyes (« Nus, s’il n’est cortois et sages / ne puet riens d’amors apprendre »). Cette formulation « amour courtois » est commode mais réduit et cantonne cette littérature dans sa dimension sociologique : l'amour pratiqué à la manière aristocratique par le gens de cour. Alors que, à son origine, l'amour courtois est la fin'amor, l'amour fin, fin comme l'or fin, brulant quand il est épuré par le feu. La fin'amor est pratiquée dans une société bien particulière, la société de cortesia, avec ses valeurs propres.

### Née dans la société decortesia
La fin'amor naît dans la société occitane des XI et XIIe siècles. L'ensemble des pays qui partagent la langue d'oc innovent en matière de poésie, de musique, le trobar des troubadours et aussi de manière de vivre.

### Évolution de l'amour courtois
La tradition de l'amour courtois a été florissante dans l'Europe médiévale, d'abord en Occitanie puis dans le Nord de la France à partir du XIIe siècle grâce à l'influence de protectrices comme Aliénor d'Aquitaine et Marie de France, la comtesse de Champagne et mécène de Chrétien de Troyes (cf. Lancelot ou le Chevalier de la charrette), et dans toute l'Europe.
Le parfum qui règne dans la façon de considérer cette entité nommée Amour a de nombreux points communs avec la façon dont est traitée Aphrodite, dans les écrits Grecs, mais surtout Vénus dans la Rome Antique. Chrétien de Troyes avant d'écrire ses romans arthuriens a par ailleurs traduit Ovide, écrivain majeur sur l'amour, par Les Commandemanz Ovide, d'après Les remèdes à l'amour, et L'Art d'amors d'après L'Art d'aimer, en plus de deux contes des Métamorphoses d'Ovide.
Les romans grecs possèdent également d'importantes similitudes avec les romans courtois, comme le conflit entre l'Amour ou Éros et l'environnement politique ou social, le fait de perdre connaissance tellement le héros est pris par les émotions amoureuses, la timidité et la terreur paralysante d'exprimer ses sentiments, l'encouragement, le soutien, l'aide et le respect de l'entourage, des comportements simples d'embrassades et de grande joie ou de grande peine, la finesse des stratagèmes pour bien faire, la volonté de mourir si l'être aimé disparaît ...
Cet art de vivre puise ses origines au Levant et dans la littérature arabo-andalouse. Le poète arabe du IXe siècle Ibn Dawoud, qualifié de « Boileau des Arabes » a été le premier à définir ce code de séduction dans son Livre de la rose . Ou encore Ibn Hazm. La poésie arabe ayant une tradition remontant aux Mu'allaqât, œuvres qui chantent également le respect, les amours et la nostalgie ou la plainte ayant le même fond que l'amour courtois occidental. Or, de nombreux seigneurs francs participèrent aux croisades et à la Reconquista. La culture andalouse a inspiré les troubadours. Au cours de ces contacts, de nombreux échanges eurent lieu entre les deux côtés. Un des précurseurs de l'amour courtois des troubadours est Guillaume IX d'Aquitaine, duc d'Aquitaine (1071-1126) et grand-père d'Aliénor d'Aquitaine. Son activité poétique naît après la croisade qu'il mena en Orient et son séjour à Antioche[évasif] (1101-1102). Il est le premier troubadour et le premier poète à écrire en langue d'oc qui pourrait être inspirée des poètes arabes[réf. nécessaire]. Son père Guillaume VIII d'Aquitaine, commanda en 1063 la croisade de Barbastro, qui vit des chevaliers français et italiens venir conquérir la ville de Barbastro en Espagne, et donc être en contact[évasif] avec la civilisation musulmane. Également, bien que cela se déroule plus tard, au XVIe siècle, Ginés Pérez de Hita avec son livre Les Guerres civiles de Grenade, décrira une société courtoise et chevaleresque, au quotidien rempli de fêtes, de tournois, de duels, d'escarmouches avec les chrétiens, de sérénades devant des balcons de Dames, dans la ville de Grenade lors des dernières années de l'occupation musulmane au cours de la période Nasride. Grenade a d'ailleurs été considérée comme le dernier bastion de la chevalerie en Europe.[non pertinent]
Henri-Irénée Marrou (Les troubadours, Paris, Seuil, 1971) s'est cependant opposé à cette thèse, autant d'ailleurs qu'à celle de l'origine cathare (idée défendue par Denis de Rougemont dans son célèbre essai L'Amour et l'Occident). L'influence de la prosodie sacrée de l'Église semble en effet attestée par la métrique. Et les poètes arabes auraient eu également connaissance d'Ovide.

## Interprétations

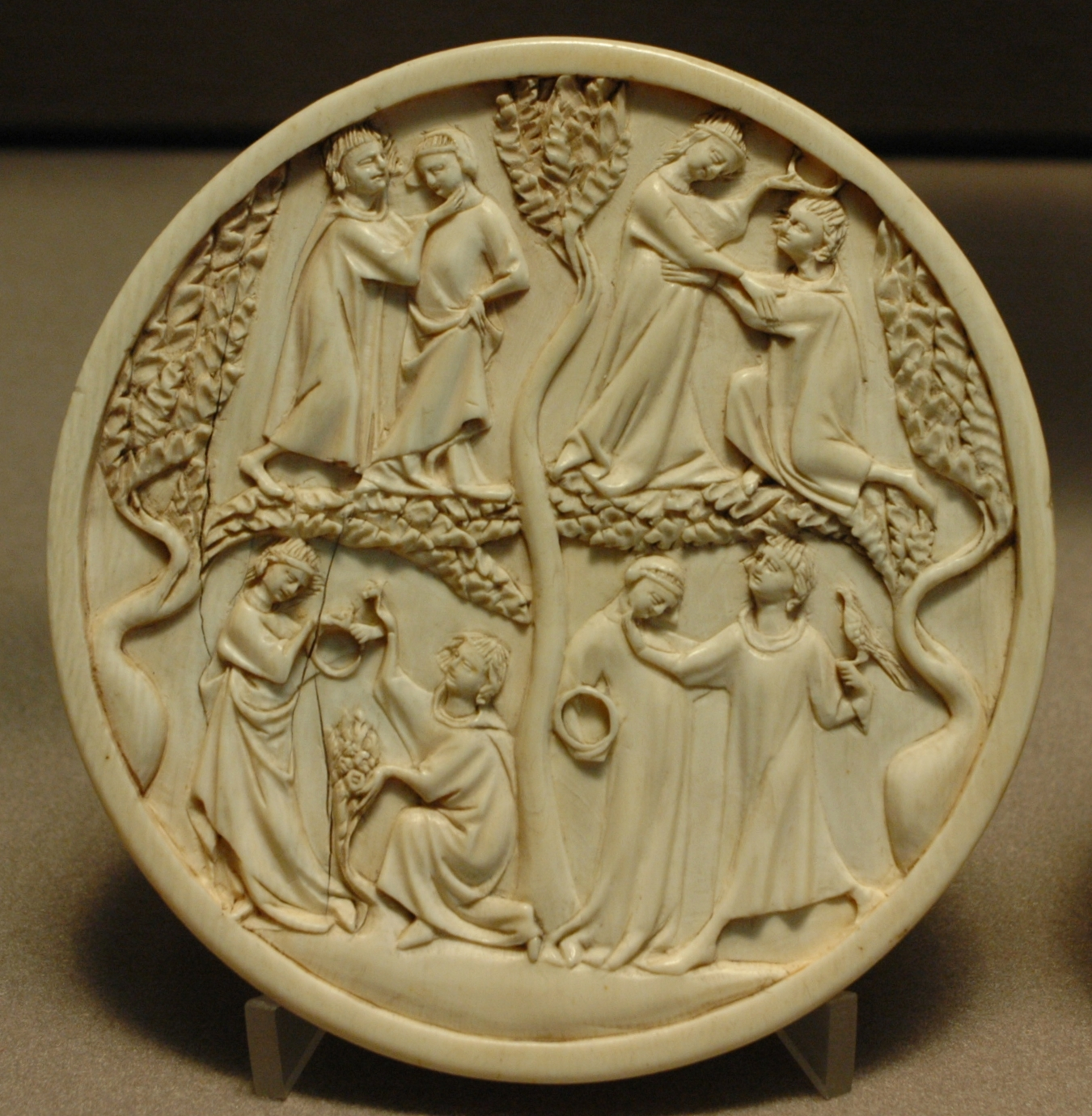
Valve de miroir : scènes courtoises, musée du Louvre.

Il existe différentes écoles quant à l’interprétation de l’amour courtois.
Il est parfois interprété comme l’attitude à tenir par un homme en présence d’une femme de la bonne société, comme une simple relation vassalique entre homme et femme.
Pour Georges Duby, c’est un jeu masculin, éducatif, où les jeunes hommes, pas encore mariés (les jovenes, les jeunes, comme Henri le Jeune, pas encore établis), maîtrisent leurs pulsions et leurs sentiments, comme ils apprennent à maîtriser leur corps dans un tournoi (ce qui n’exclut pas qu’ils laissent libre cours à leur libido avec des femmes de rang inférieur). De plus, la femme est considérée comme une proie ; celle qui est la cible de l’amour courtois des jeunes est souvent l’épouse du suzerain, qui la donne en enjeu. Les jeunes cherchent à séduire la dame pour mieux plaire à leur seigneur, mais aussi pour mieux se différencier du peuple vulgaire, et des bourgeois, qui peuvent les concurrencer financièrement, mais pas culturellement.
Ailleurs, il a été interprété comme étant un amour chevaleresque, où l'homme doit mériter sa dame par des exploits. Et la plupart du temps, il est considéré comme une relation de soumission de l'homme envers la femme.[réf. nécessaire]
Cependant les débats auxquels nous pouvons assister à la lecture des premiers vers d'Yvain ou le chevalier au lion par exemple, ou lorsque Enide se perd dans les peurs et les questionnements en songeant à son chevalier, ou à tel que les dialogues de la majeure partie du roman Flamenca, ou enfin dans bien des productions des troubadours, traduisent quelque chose qui semble bien plus complexe et qui semble interdire toute simplicité dans son interprétation. Bien plus, il demande à bien le définir pour éviter les abus de langage et les mauvaises interprétations.[Interprétation personnelle ?]

## La courtoisie, une vision du monde, une manière de vivre

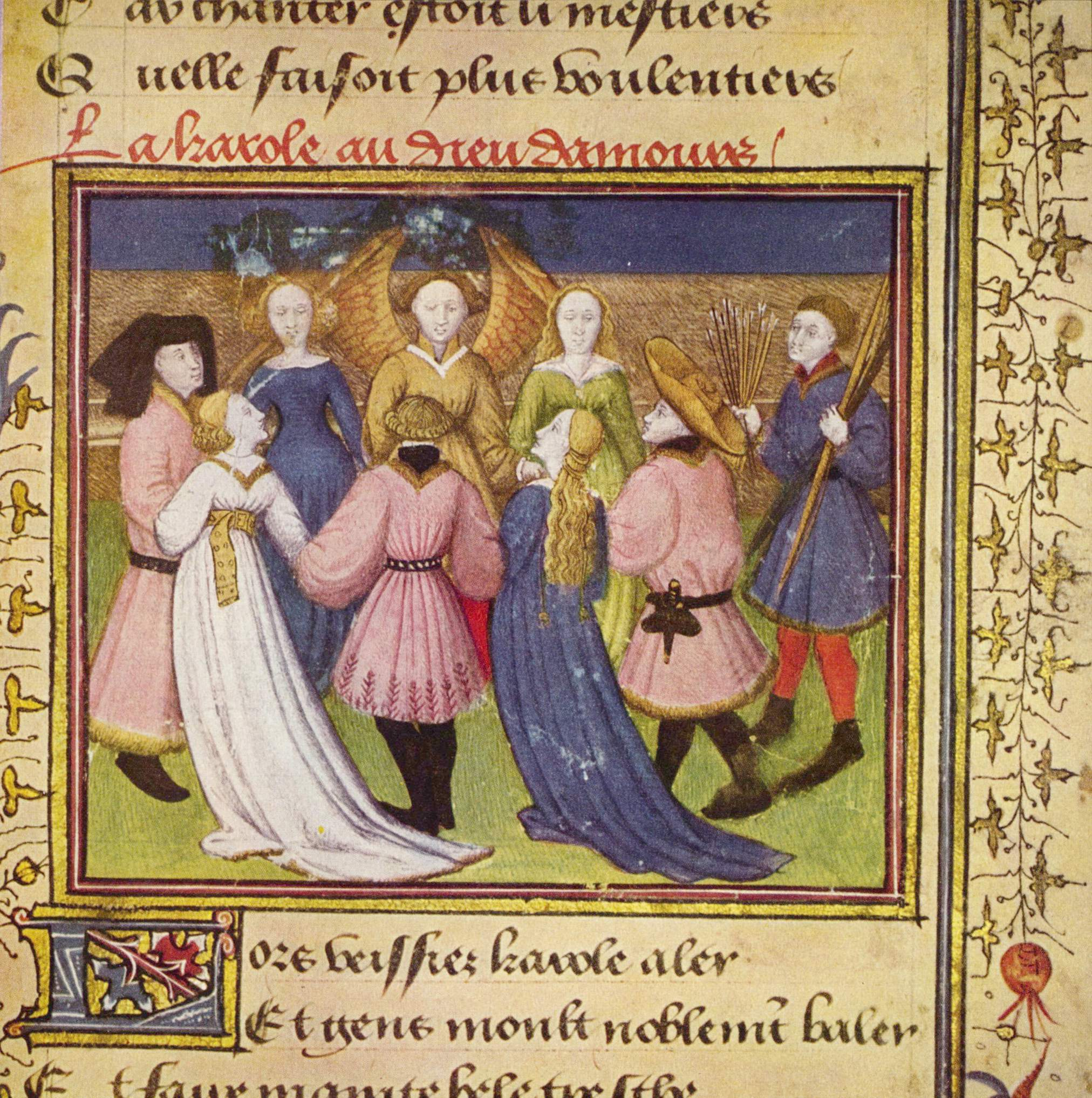
La racole au dieu d'Amour, miniature du Maître du Roman de la Rose de Vienne, tirée d'un manuscrit du Roman de la Rose (vers 1430).

| Nus, s'il n'est cortois et sages, Ne puet d'Amor rien aprandre; Mais tés an est li usages, Dont nus ne se set deffandre, Qu'ele viaut l'antree vandre. Et ques an est li passages ? Reson li covient despandre Et metre mesure an gages | Nul s'il n'est courtois ni sage Ne peut d'Amour rien apprendre, Mais tant en est l'usage, Dont nul ne sait se défendre, Combien coûte l'entrée à vendre, Et quelle en est la voie de passage ? De Raison ne plus dépendre, Et mettre modération en gage |
| --- | --- |

L'amour courtois s'avère être indépendant de toute idée, de toute réflexion, de toute pensée. Il semble être calqué sur la nature, l'écoute et l'attention des sentiments et des sensations, en opposition donc à des schémas imaginés ou réfléchis provenant de l'intelligence. Cette idée est représentée dans les textes avec Amour qui est toujours en opposition avec Raison.
| Mes Reisons, qui d'Amors se part ; li dit que del monter se gart ; si le chastie et si l'anseigne que rien ne face ne anpreigne dom il ait honte ne reproche. N'est pas el cuer, mes an la boche, Reisons qui ce dire li ose ; mes Amors est el cuer anclose qui li comande et semont que tost an la charrete mont. Amors le vialt et il i saut - que de la honte ne li chaut puis qu'Amors le comande et vialt. | Mais Raison qui s'oppose à Amour lui ordonne de se retenir de monter ; elle le sermonne et lui enseigne à ne rien faire dont il pourrait avoir honte ni reproches. Raison, qui ose lui tenir ce discours, n'a pas son siège dans le cœur mais seulement dans la bouche. Alors qu'Amour, lui, qui l'exhorte à sauter rapidement dans la charrette, réside au fond du cœur. Puisqu'Amour l'ordonne, le chevalier bondit dans la charrette : que lui importe la honte puisque tel est le commandement d'Amour ! |
| --- | --- |

Bien qu'on pense souvent que l'amour courtois ne va que dans un sens, l'homme au service de sa dame, ceci est l'essence de la féodalité qui impose en effet une soumission et une inégalité, mais non l'essence de l'amour courtois. C'est même précisément son ennemi qu'il essaye de combattre par les chansons. En effet, un nombre important de chansons de troubadours et trouvères sont des plaintes d'un amant abandonné par Amour, et qui décrivent des situations d'amour à sens unique. Cependant, c'est la parfaite illustration d'un homme courtois qui se retrouve épris d'une femme qui ne l'est pas.
Le fin'amor, en toute rigueur semble désigner le respect et l'attention portés sur les sentiments et les sensations humaines ; c'est l’amour respectueux et véritable d'un homme envers une femme, et d'une femme envers un homme, qui vise et qui permet, si les deux partis suivent les règles du jeu, d'atteindre la joie partagée et le bonheur pur. (fin'amor, étymologiquement, le mot fin possède l'idée d'achèvement et de perfection). C'est donc un art de vivre qui se veut être la recherche, le respect et la rigoureuse et constante application des règles qui régissent les relations humaines et amoureuses dans l'objectif d'une parfaite symbiose.
| D'amor non dey dire mas be. Quar no n'ai ni petit ni re ? Qua ben leu plus no m'en cove ; Pero leumens Dona gran joy qui be•n mante Los aizimens | D'amour je ne dois dire que du bien ; si je n'en ai ni peu ni prou, c'est peut-être que je n'en dois pas avoir d'avantage ; mais je sais qu'il donne aisément grande joie à celui qui observe ses lois.                                                 |
| Ja no sera nuils hom ben fis Contr'amor si non l'es aclis, Et als estranhs et als vezis Non es consens, Et a totz sels d'aicels aizis Obediens.  | Nul ne peut être assuré de triompher de l'amour s'il ne se soumet en tout à sa volonté, s'il n'est complaisant envers les étrangers comme envers les gens du lieu, attentif aux caprices de tous ceux qui habitent ce séjour [celui de la femme aimée]. |
| --- | --- |

Le respect de ces règles peut entraîner leur transgression. Ces jugements étaient rendus lors des cours d'Amour.
| « L'amour est si habile , si ingénieux,qu'il a de quoi récompenser tous ceux qui se dévouent à son service. Je ne vois jamais de serviteur fidèle et zélé qui n'obtienne enfin son juste salaire. Les chevaliers ne parviennent à un certain mérite qu'autant qu'une digne amie les a façonnés à l'art de plaire ; et lorsqu'on voit quelqu'un d'eux faillir, tous disent: « On voit bien qu'il n'a pas été à l'école des dames. » |
| --- |

La pureté de l'amour et la beauté de la relation ne résulte pas que de l'attention de l'homme, mais aussi celle de la femme. Cette construction qui se fait  seulement à deux et non grâce à un seul se traduit bien dans Érec et Énide, où l'histoire se résume en un homme qui fait éprouver sa femme qui a eu des doutes sur lui. Il la teste donc pour voir si elle est honnête et l'aime d'un amour pur. Également dans le Cligès, ou Flamenca, l'homme et la femme voient l’épanouissement de leur amour entravé par des obstacles, à cause des mœurs ou de la situation sociale qui ne s'accordent pas avec leur union, et ils réfléchissent et agissent de consort, ensemble, pour arriver à se retrouver. Dans Cligès, c'est la femme qui trouve la meilleure solution.

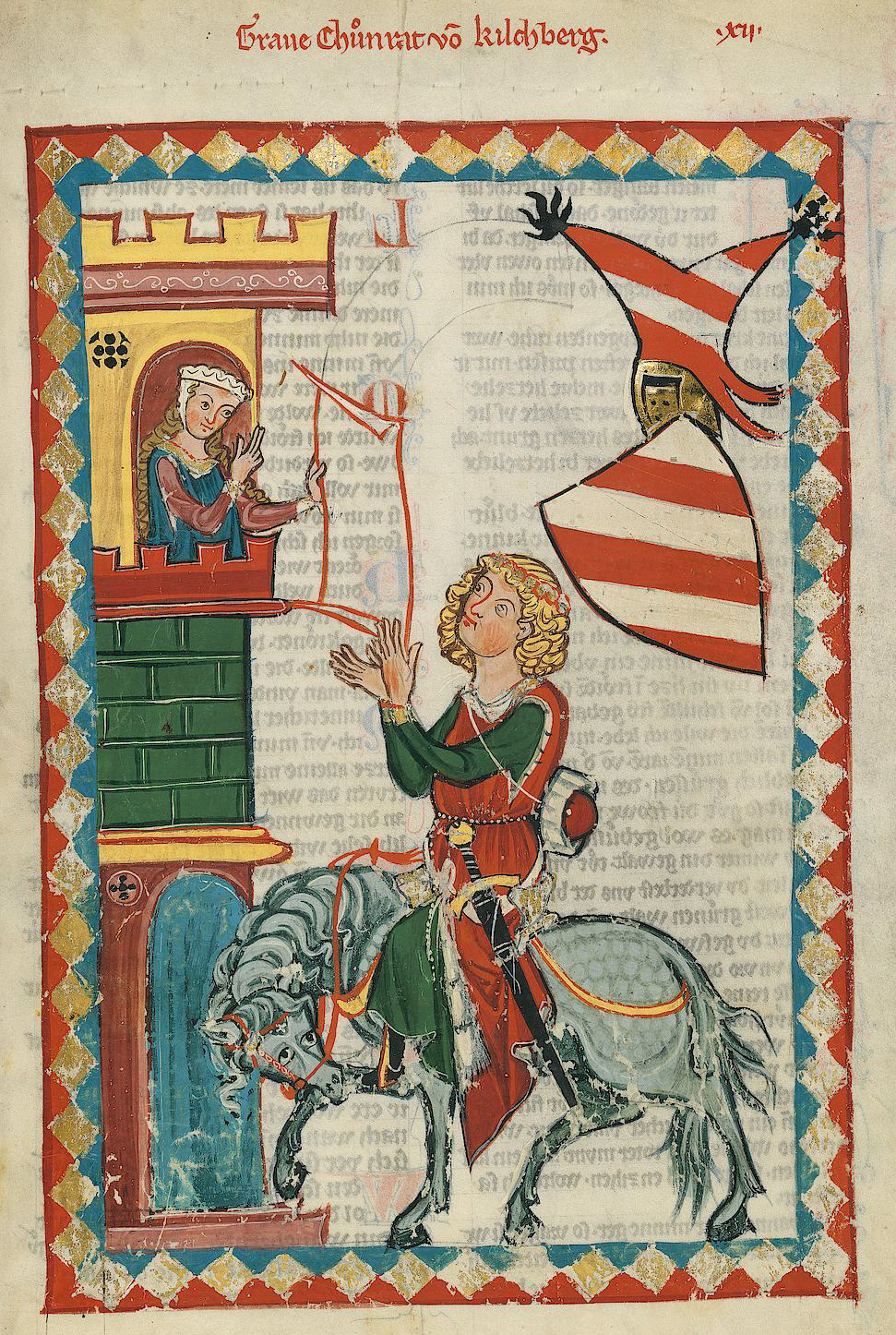
Codex Manesse

Cette attention envers les sensations et les sentiments va donc aboutir à une philosophie de vie visant à respecter les règles qui régissent ces dynamiques naturelles et biologiques des relations humaines. Ainsi, un homme ou une femme les connaissant et les respectant aura mérité le surnom de courtois. De là vient la courtoisie.
Cela implique de mettre un accent particulier sur des péripéties d'une histoire d'amour et des ressentis, et relève des traditions française et occitane. L'amant courtois doit passer par un certain nombre d'étapes codifiées, qui portent un nom et permettent d'évoluer dans "la hiérarchie" :
"Ils se devaient mutuellement des devoirs différents, pour passer les degrés d'une hiérarchie qui comportait foule d'épreuves au cours desquelles leur Valeur (Valor) augmentait. Ces multiples stades étaient désignés par des noms, Entenhador, Fenhador. Décrivant ainsi la succession de tests et l'acquisition de la confiance qui s'effectue petit à petit.
Au fur et à mesure ils se donnaient le droit à de nouvelles entrevues secrètes, difficiles à mettre en place, y vivant des rapprochements légers comme ailes de papillon. D'abord, la Dame pouvait accepter de montrer ses pieds nus, ou ses épaules... Peut-être le troubadour pouvait-il inspirer la senteur de ses cheveux, puis devait s'éloigner. Les effleurements constituaient encore un stade ultérieur. Pendant tout ce temps, le désir montait à tel point que la première fois que le troubadour et la Dame se touchaient du bout du doigt, des commotions pouvaient avoir lieu, le mélange d'idéalisation mutuelle, de chasteté prolongée et de magnificence du cadre exacerbant toute la sensibilité. (...) Plusieurs étapes scandaient cette mutuelle métamorphose. Il y avait l'échange des cœurs, où chacun était censé vivre en l'autre, en une communion au-delà de l'espace et du temps, après un long échange des souffles, les deux amants respirant l'un en l'autre jusqu'à approcher d'états extatiques." (E.J. Duits, L'Autre désir : du sadomasochisme à l'amour courtois, La Musardine, page 91).
L'ultime épreuve étant l'assag. « L'assag était une épreuve au cours de laquelle l'amant devait montrer qu'il était capable d'aimer purement, que l'amour existait en lui, il pouvait contempler sa dame nue et il pouvait faire avec elle tout ce que la passion requiert : la tener (l'étreindre), la baiser (l'embrasser), la manejar (la caresser) ; tout sauf le fait (lo fag). La femme, dans l'assais, prenait sa revanche sur le mari impérieux et tyrannique, sur le désir brutal et trop rapide : l'homme "qu'elle couchait auprès d'elle" devait obéir à tous ses caprices et ne succomber à la tentation que pour autant qu'elle désirait y succomber elle-même. Car plus l'épreuve était méritoire pour l'amant, plus elle le devenait pour elle. et périlleuse pour son honneur. » (René Nelli, « Sur l'amour provençal », Les Cahiers du Sud n° 372, cité par Jean Markale, L'amour courtois ou le couple infernal, Imago/Payotp, p. 225).

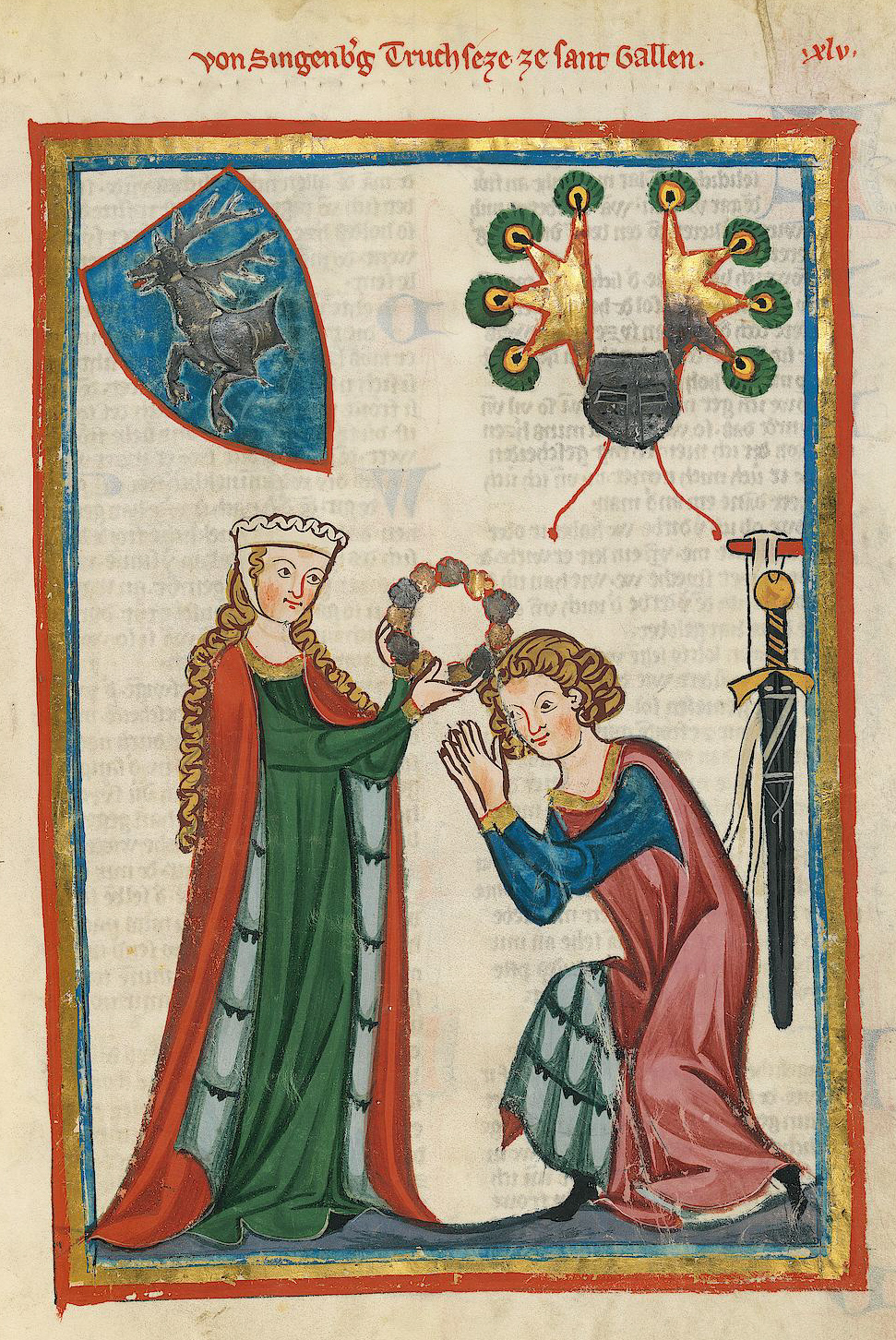
Codex Manesse

Plusieurs auteurs (dont Jean Markale, Emmanuel-Juste Duits, René Nelli) ont rapproché l'amour courtois d'un cheminement initiatique, proche du tantrisme hindou ou des pratiques du taoïsme chinois, visant à canaliser et intensifier l'énergie du désir. Il s'agirait alors d'un véritable processus psycho-sexuel, tendant à permettre une modification profonde de l'être. Cette interprétation semble appuyée par certains textes courtois, qui décrivent le changement d'état de l'amant et de la dame, illuminés par le Joï , comme ce poème de Raimbaut d'Orange « Voici qu'éclot la fleur inverse » : Sur les rochers, parmi les tertres. Fleur de neige, glace et gelées, Qui mord, qui resserre et qui tranche. (...) Car ainsi pour moi tout s’inverse, Et les plaines me semblent tertres La fleur jaillit de la gelée, Le chaud dans la chair du froid tranche, L’orage devient chant et siffle Et les feuilles couvrent les tiges. Si bien (m’enlace) l’allégresse Qu’en nul lieu (ne) me paraît bassesse. » (traduction de la langue d'Occ de Robert Lafont, Cahiers du Sud n°372, p. 186-189.)

## L'amour courtois dans l'environnement desXIIeetXIIIesiècles

### L'amour courtois et le mariage
C'est une religion de l'amour. Un mode de vie hors dogmes, hors mariages, bien que les amants puissent se marier comme on le voit dans Chrétien de Troyes, mais non platonique et ancré dans les sens et le corps autant que l'esprit et l'âme. Il ne faut pas le comprendre comme un concept avec des règles, mais simplement comme le sentiment amoureux pur et brut que quiconque peut ressentir, d'une façon simple par l'écoute et le respect de son instinct et de ses sens, un amour dénué de toute influence dogmatique ou extérieure, mais qui possède ses dynamiques, qu'une personne courtoise recherche et tente de trouver. Dans les textes, Amour est toujours adversaire de Raison. C'est en effet un amour de sens et non de réflexions. Guillaume IX d'Aquitaine et Aliénor, par exemple, ont tous deux été désignés comme très légers dans leurs mœurs par leurs contemporains.

### L'amour courtois et la féodalité
Mais le Moyen-Âge est une période où de nombreux courants de pensée se côtoient, des satires sociales, des élans patriotiques, des élans religieux, des pensées individuelles, et cet art de vivre, idéalisé dans les romans, se confronte à des réalités et à d'autres dogmes présents qui ne s'accordent pas ensemble, notamment la féodalité et les mariages diplomatiques, et cette confrontation amena un tas de désillusions et de frustrations, qui sont décrites de manière vivantes dans les productions des troubadours et des trouvères. Ainsi, une immense majorité des œuvres teintés de fin'amor illustre dramatiquement ce conflit de dogme (Raison) et d'Amour : dans les chansons, l’amoureux dévoué à sa Dame est la plupart du temps d’un rang social inférieur, il est un noble de première génération en passe de conquérir ses titres de chevalerie ; le sentiment de l'amant s'amplifie d'espoir, son désir grandit et reste pourtant en partie inassouvi. Il s’adresse souvent à une femme inaccessible, lointaine ou d’un niveau social différent de celui du chevalier. Elle peut feindre l'indifférence, en fonction de son attention aux règles de l'amour courtois ou non. On nommait ce tourment, à la fois plaisant et douloureux, joï (à ne pas confondre avec « joie »).
Ce nouveau concept entra souvent en conflit avec la loyauté envers le suzerain et difficilement avec la courtoisie au sens de galanterie, et même avec la vaillance que le chevalier devait continuer à entretenir. La vision de l’amour courtois s’imposa progressivement dans les cœurs et permit de laisser une place à l’amour dans la vie quotidienne. L’amour courtois prime en effet sur le mariage : une femme mariée peut ainsi laisser parler son cœur si elle est courtisée selon les règles précises de l’amour courtois.

### L'amour courtois en déclin
Cette ritualisation du jeu amoureux peut être liée à la codification de la chevalerie, tout en lui étant antagoniste. Au XIIe siècle, l'idéal chevaleresque est perçu par les contemporains comme déclinant. La période précédente est idéalisée, comme ses héros qui sont transformés pour incarner des modèles de chevalerie. Un grand nombre de romans liés à la légende arthurienne sont écrits à cette période dans cette optique, et expriment alors un fantasme de chevalerie et d'amour courtois tels que l'imaginent les auteurs du XIIe siècle. Parallèlement, de grands ordres de chevalerie sont créés, et codifient les attitudes de ses membres, « pour faire revivre l'idéal chevaleresque de l'ancien temps ».

## Hommage
Amour Courtois est le projet artistique du chanteur-compositeur-interprète Joseph Sainderichin[réf. nécessaire].

## Bibliographie

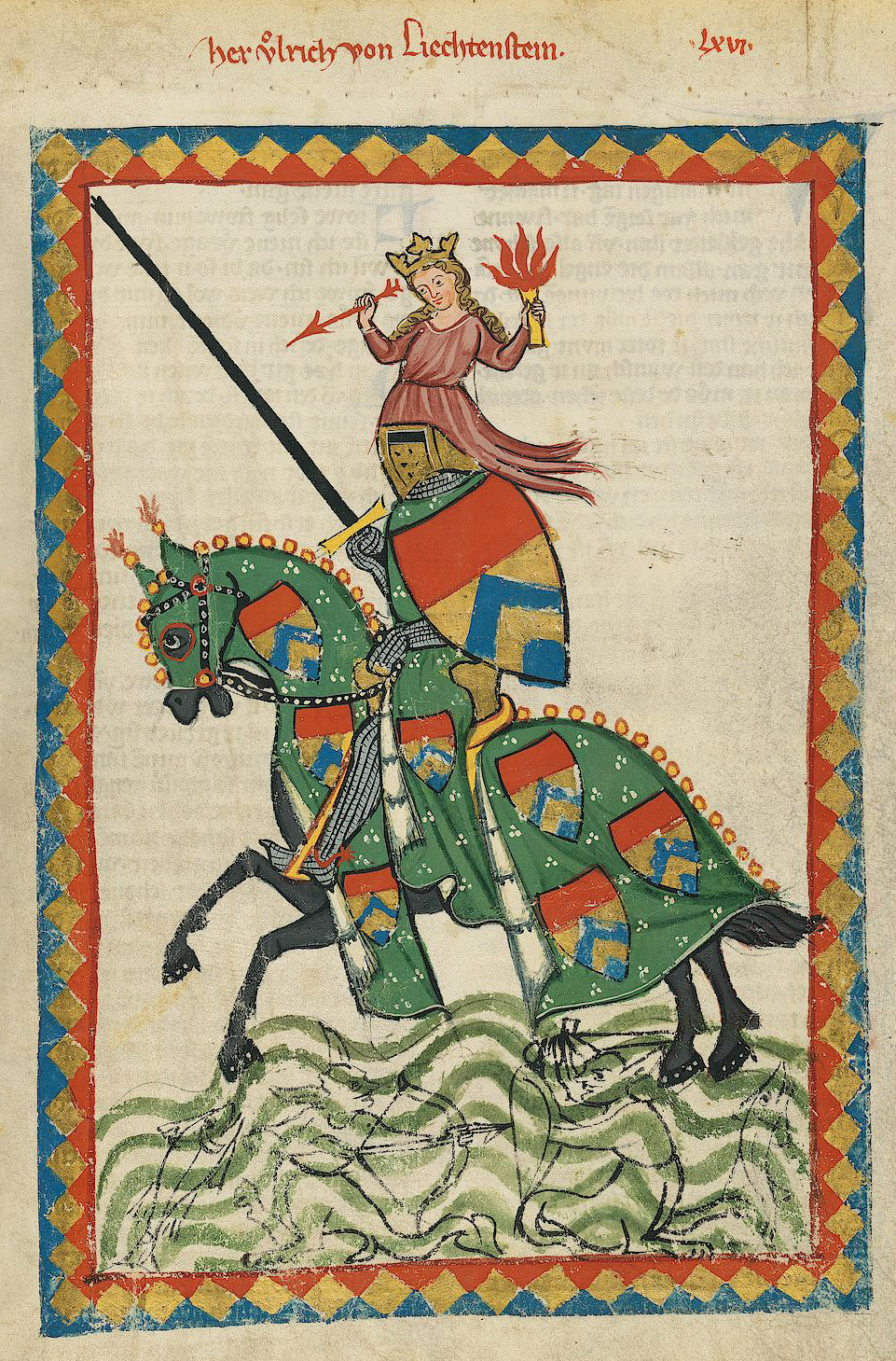
Ulrich von Liechtenstein - Codex Manesse

### Textes courtois
- Chrétien de Troyes, Erec et Enide
- Chrétien de Troyes, Cligès ou la fausse morte
- Chrétien de Troyes, Yvain ou le chevalier au lion
- Chrétien de Troyes, Lancelot ou le chevalier à la charrette
- Chrétien de Troyes, Perceval ou le conte de Graal
- Marie de France, Lais Lire en ligne
- Flamenca

### Chansons courtoises
- Adam de la Halle : Je muir, je muir d'amorete
- Guillaume IX d'Aquitaine, Lire en ligne
- Cercamon
- Marcabru
- Jaufré Rudel
- Bernard de Ventadour
- Peire Vidal
- Raimon de Miraval

### Travaux érudits desXVIIIeetXIXesiècles
- Jean-Baptiste de La Curne de Sainte-Palaye, Histoire littéraire des troubadours, Paris, Durand neveu, 1774, 2 volumes.
- Raynouard, La Grammaire des troubadours, 3 vol., 1816 (Tome I : Lire en ligne, Tome II : Lire en ligne, Tome III : Lire en ligne)
- Raynouard, Des troubadours et les cours d’amour, 1817 Lire en ligne
- Raynouard, Choix des poésies originales des troubadours, 6 vol., 1816-1821
- Claude Fauriel, De l'origine de l'épopée chevaleresque du Moyen-Âge, 1832 Lire en ligne
- Frédéric Diez, Essai sur les cours d'Amour, Editions Jules Labitte, 1842 Lire en ligne
- Claude Fauriel, Histoire de la poésie provençale, Edition Jules Labitte, 1846 Lire en ligne
- Matfre Ermengau, Le Breviari d'amor, introd. et glossaire, par G. Azaïs, Béziers, Paris, 1862.

### Travaux desXXeetXXIesiècles
- Joseph Anglade, Les troubadours, 1919 Lire en ligne
- John W. Baldwin, Les langages de l'amour dans la France de Philippe Auguste, Paris, Fayard, 1997.
- Reto Bezzola, Les Origines et la Formation de la littérature courtoise en Occident, 5 vol., Champion, 1958-1963.
- René Nelli, L'Érotique des troubadours, Toulouse, Privat, 1963.
- René Nelli, Flamenca, un art d'aimer occitanien du XIIIe siècle, Toulouse, Institut d'études occitanes, 1966.
- Jean-Claude Vadet, L'Esprit courtois en Orient dans les cinq premiers siècles de l'Hégire, Maisonneuve et Larose, Paris, 1968.
- Henri-Irénée Marrou, Les Troubadours, Seuil, coll. « Points Histoire », 1971.
- Jean Markale, L'Amour courtois, ou le couple infernal, Paris, Imago, 1987.
- Michel Clouscard, Traité de l'amour fou, genèse de l'Occident, Paris, Scandéditions-Éditions sociales, 1993,  (ISBN 978-2209068623).
- Reto Bezzola, La Société courtoise. Littérature de cour et littérature courtoise, Slatkine, 2000  (ISBN 2051005435),
- Emmanuel-Juste Duits, L'Autre désir (du sadomasochisme à l'amour courtois), coll. « L'Attrape-corps », La Musardine, 2000.
- Denis de Rougemont, L'Amour et l'Occident, éditions 10/18, 2001 (réédition)  (ISBN 2264033134).
- Estelle Doudet, L'Amour courtois et la chevalerie (Des troubadours à Chrétien de Troyes) Librio, 2004.
- Michel Larroque, Esquisse d'une philosophie de l'amour, L'Harmattan 2006.
- Mohammed Abbassa, Les Sources de l'amour courtois des troubadours, Annales du patrimoine, 08/2008.
- Céline et Pierre Lassalle, L'Héroïsme de l'amour, de l'amour courtois à l'amour vertueux, De Mortagne, 2009.
- Charles Baladier, Aventure et discours dans l'amour courtois, Éditions Hermann, 2010,  (ISBN 978 2 7056 7022 1).
- Sébastien Nadot, Rompez les lances ! Chevaliers et tournois au Moyen Âge, Paris, Autrement, 2010.
- Miquèla Stenta, Les valeurs de la société de cortesia en pays d'Oc aux XIIe et XIIIe siècles, Las edicions dau chamin de sent Jaume, 2011, 60 p. (ISBN 978-2-913238-45-9).
- .Sébastien Nadot (préf. Adeline Rucquoi), Le spectacle des joutes : sport et courtoisie à la fin du Moyen Âge, Rennes, Presses universitaires de Rennes, coll. « Histoire », 2012, 351 p. (ISBN 978-2-7535-2148-3, présentation en ligne).